# پونتوس کومارک
پونتوس کومارک (سوئدی: Pontus Kåmark؛ زادهٔ ۵ آوریل ۱۹۶۹) بازیکن فوتبال اهل سوئد بود.
از باشگاه‌هایی که در آن بازی کرده‌است می‌توان به باشگاه فوتبال لوزان-اسپورت، باشگاه فوتبال ای‌آی‌کی، و باشگاه فوتبال لستر سیتی اشاره کرد.
وی همچنین در تیم‌های ملی فوتبال زیر ۲۱ سال سوئد، و سوئد بازی کرده‌است.